# 595 a.C.

## Eventos
- Deus, através do profeta Jeremias, prevê a destruição da Babilônia pelos Medos e Persas.[1]
- Zedequias, no quarto ano do seu reinado, envia Seraías, filho de Nerias, filho de Maaséias, à Babilônia, para levar a profecia de Jeremias. Após ler o livro ao povo, Seraías o joga no rio Eufrates. Ussher supôs que Baruque, secretário de Jeremias e irmão de Seraías, também foi à Babilônia com seu irmão.[1]
- Baruque lê os livros que ele havia escrito para Jeconias, filho de Joaquim, e os demais cativos na Babilônia.[1]
- 24 de julho:[1] Ezequiel tem sua primeira visão, na Babilônia.[1][2][Nota 1]
- Apriés, conhecido nas escrituras como Hofra, faraó do Egito. Ele reinou por vinte e cinco anos.[2]
- Sólon governa os atenienses e escreve suas leis.[2] Ele é considerado um dos Sete Sábios da Grécia.[3][Nota 2]